# Slaterocoris sculleni
Slaterocoris sculleni är en insektsart som beskrevs av Knight 1970. Slaterocoris sculleni ingår i släktet Slaterocoris och familjen ängsskinnbaggar. Inga underarter finns listade i Catalogue of Life.